# Беспалов, Николай Андреевич
Никола́й Андре́евич Беспа́лов (24 января 1921, Муром — 25 марта 2009, там же) — русский советский архитектор, акварелист, искусствовед, заслуженный архитектор РСФСР (1978), доцент (1979).

## Биография
Родился 24 января 1921, в городе Муроме, Владимирской губернии в семье рабочих.
С 1928 по 1935 год обучался в муромской школе № 17 (36). Закончив 7 классов, переведен в школу № 3, которую и окончил с отличием. С детства увлекался рисованием и математикой. Учился в студии академика живописи И. С. Куликова (1935—1936), окончил Московский архитектурный институт (1948), участник Великой Отечественной войны.
Трудовую деятельность начал в 1938 г. сначала пионервожатым в школе № 3 г. Мурома, а затем токарем завода им. Ф. Э. Дзержинского (ныне ОАО «Муромтепловоз»). С 8 августа 1941 по 16 декабря 1944 г. находился в рядах Советской армии. Старший сержант. Демобилизован до окончания войны по Постановлению ГКО для восстановления городов с учётом состояния здоровья.
По окончании института (1948 год) был направлен в г. Муром на должность областного инспектора по охране памятников архитектуры, а 28 декабря 1948 года утверждён и. о. главного архитектора города. В 1950 году был утверждён Главным архитектором города и проработал в этой должности до 1 июня 1984 года. Исполнение обязанностей главного архитектора города некоторое время совмещал с должностью инспектора охраны памятников архитектуры, периодически выполнял проекты в институте «Владимиргражданпроект».
С 1953 г. принимал активное участие в разработке генплана г. Мурома в числе авторов Ленинградского ГПИ «Горстройпроект», завершение работы над которым дало возможность обеспечения плановой застройки города с учётом его развития на основании существующих градостроительных норм, перспективы развития инженерных сооружений и сохранения памятников истории и культуры.
С 1951 года являлся членом Союза Архитекторов СССР, избирался делегатом II-го съезда архитекторов (1955), был участником последующих съездов.
C 1956 по 1962 год по совместительству был директором строящегося драмтеатра г. Мурома (ныне Дворец культуры, автор Н. П. Куренной).
С 1957 по 1984 годы был депутатом горсовета. В 1963 г. избран почётным строителем города.
С 1968 по 1993 годы избирался председателем Президиума горрайобщества ВООПИК, был главой Президиума областного общества ВООПИК, избирался делегатом на II-й съезд (1972). Наряду с административной работой занимался творчеством и научно-исследовательской работой.
C 1972 по 1996 годы работал преподавателем МФ ВПИ, имел ученое звание доцента. Академик Академии архитектурного наследия.
Совместно с женой академика живописи И. С. Куликова Елизаветой Аркадьевной и его дочерью Татьяной Ивановной был организатором мемориального Дома-музея И. С. Куликова, хранителем которого на общественных началах являлся до его закрытия в 2007 году.
До последних лет жизни принимал активное участие в общественной и культурной жизни города, в том числе, являлся научным руководителем проекта реставрации Вознесенской церкви (XVIII в.) и др. зданий, находящихся в зоне регулируемой застройки города. Принимал участие в ежегодных художественных выставках Мурома.

## Профессиональная деятельность

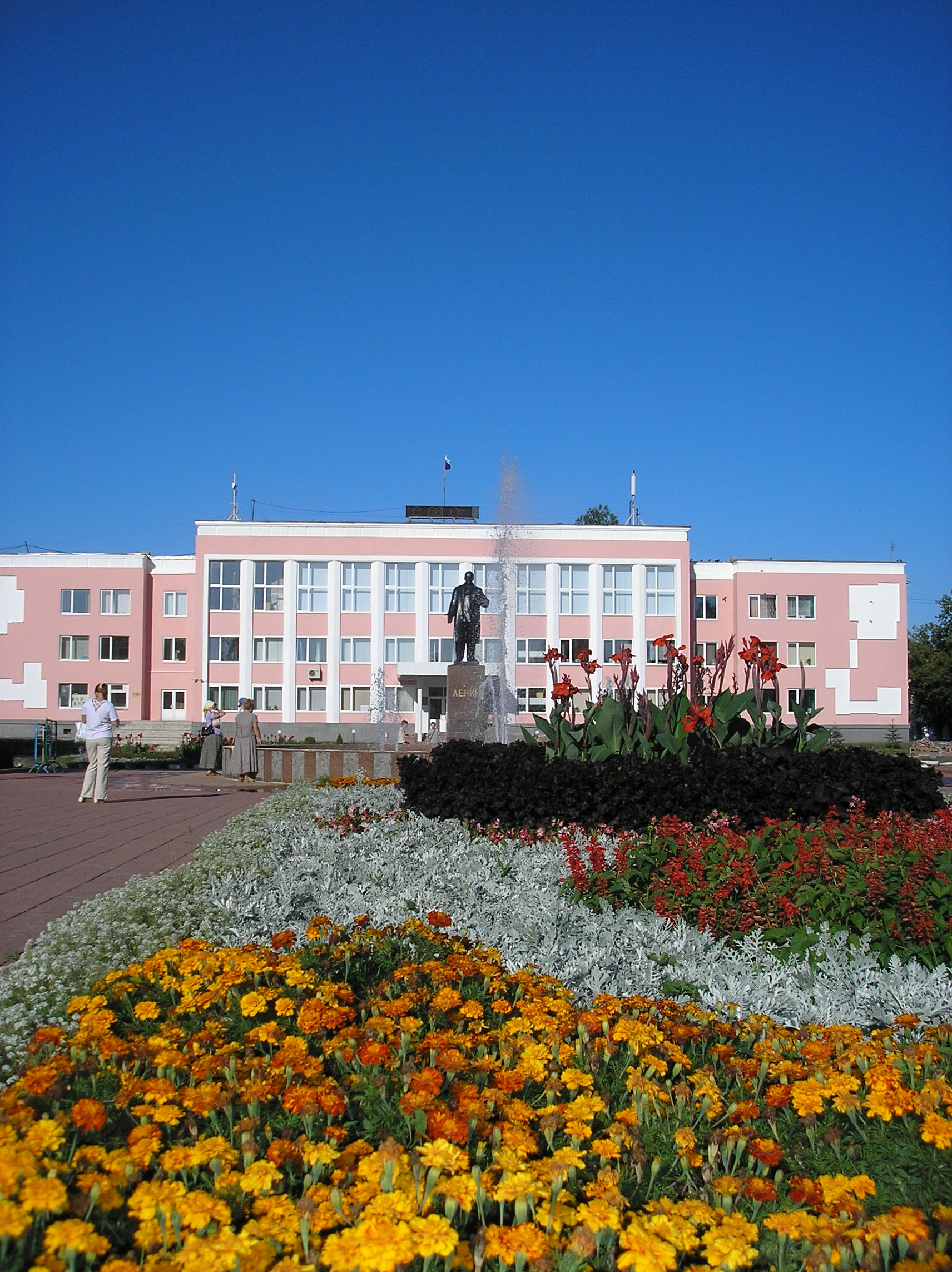
Памятник В. И. Ленину на площади 1100-летия г. Мурома

В составе авторских коллективов принимал участие в разработке генплана г. Мурома (1955, 1963, 1978), проектов детальной планировки центра Мурома (1958), застройки южного района города (1971), площадей им. 1100-летия г. Мурома (1962), Привокзальной (1964), Труда (1966—1973), Победы (1969); памятников В. И. Ленину в г. Муроме (1962, скульптор Ю. Г. Нерода), в пос. Вербовский (1961, скульптор М. И. Ласточкин), Герою Советского Союза Н. Ф. Гастелло (1964, скульптор А. О. Бембель), «Былинный камень» (худ. С. А. Николаев), «Бронепоезд „Илья Муромец“» (1971, худ. С. А. Николаев, инж. К. А. Долгов), монумента «Илья Муромец» (1999, скульптор В. М. Клыков), погибшим воинам в г. Муроме (1957—1985, худ. Р. А. Кутаев), в с. Панфилово (1971, скульптор И. В. Бесчастнов), в пос. Вербовский (1969, скульптор Л. Л. Берлин, в соавторстве с архитекторами М. А. Лифатовым, М. А. Синёвым; диплом СА — 1978 г.); административного здания на площади им. 1100-летия г. Мурома, Клуба железнодорожников на Привокзальной площади (инженер-строитель К. А. Долгов), входов в парки им. В. И. Ленина и им. 50-летия Советской власти.
Сотрудничал с Российским Международным фондом культуры. Последние годы жизни был научным руководителем проекта реставрации церкви Вознесения (XVIII в.) и Козьмодемьянской церкви (XVI в.) г. Мурома. Участник Международного фестиваля «Зодчество-2001» по номинациям «Дизайн городской среды», «Молодые архитекторы» (научный руководитель) и «Лучшая книга об архитектуре».
В 2001 г. был удостоен звания «Человек года» по номинации «За служение Мурому».
Участник художественных выставок в городах Муроме, Владимире, Москве.

## Труды
- Беспалов Н. А. Муром: Памятники искусства XVI—начала XIX в.: Очерк. — Ярославль, 1971.
- Беспалов Н. А. Дом-музей академика живописи И. С. Куликова. — Муром, 1971.
- Муром: Памятники архитектуры и искусства: Альбом / Автор-составитель Н. А. Беспалов. — М.: Советская Россия, 1990. — 272 с. — 50 000 экз. — ISBN 5-268-00414-X. (в пер.)
- Беспалов Н. А. И. С. Куликов: Монография. — М.: Изобразительное искусство, 1990. — 168 с. — 20 000 экз. — ISBN 5-85200-117-1, ББК 85.143(2).
- Беспалов Н. А. Иван Куликов: Альбом. — М.: Белый город, 2003. — 48 с. — (Мастера живописи). — 3000 экз. — ISBN 5-7793-0706-7, УДК 087.5:75, ББК 85.14, И 20.

Статьи в сборниках:
- «Наследие и туризм», сборник СА, 1976
- «Генплану — статус закона». Газ. «Архитектура», № 3, 1979
- «Козьмодемьянская церковь XVI в. в Муроме», 1983.
- «Градостроительная среда как основа гомосферы». Сборник ВПИ, 1984.
- «Вы — истинный художник», журнал «Огонёк», № 7, 1987.
- «А. С. Уваров — основоположник русской археологии», 1988.
- «Муромские сувениры» в сборнике «Перо Жар-птицы», 1988.
- «А. И. Морозов — первый учитель И. С. Куликова», 1993.

и ещё более 40 статей по архитектуре и изобразительному искусству.